# Forte Novo de Coimbra
O Forte Novo de Coimbra, também referido como Forte de Nova Coimbra, Forte de Coimbra e Forte Portocarrero, localiza-se na margem direita do rio Paraguai, em posição dominante sobre o estreito de São Francisco Xavier, no atual distrito de Forte Coimbra, município de Corumbá, estado de Mato Grosso do Sul, no Brasil.

## História

### Antecedentes
De acordo com o pesquisador Raul Silveira de Mello, o primitivo forte foi oficialmente fundado em 13 de setembro de 1775, embora a decisão de estabelecê-lo tenha sido tomada muito antes, no contexto da assinatura e das demarcações decorrentes do Tratado de Madri (1750).
A região do chamado Mato Grosso era conhecida desde o início do século XVIII quer por Bandeirantes paulistas e quer por missionários Jesuítas de Assunção, no Paraguai. Diante da necessidade de demarcação das terras por ambas as Coroas, era conveniente a implantação de algum ponto de apoio naquela região. Por parte de Portugal, desse modo, floresceu a ideia de se construir um presídio mais ao sul, próximo aos espanhóis.
A partir da chegada à região do primeiro governador da capitania de Mato Grosso, em 1751, e de várias mudanças governamentais e planos consolidados de defesa e expansão, o quarto capitão-general da capitania, Luís de Albuquerque de Melo Pereira e Cáceres, determinou a fundação de um forte no curso do rio Paraguai para impedir o avanço espanhol e coibir a atuação dos índios paiaguás. Para essa tarefa, designou o Capitão Matias Ribeiro da Costa, com instruções para alcançar a região chamada de Fecho dos Morros, onde hoje se localiza Porto Murtinho, 292 quilômetros mais abaixo no curso do rio, a vinte dias de canoa de Cuiabá.
O Capitão partiu de Cuiabá no dia 22 de julho de 1775 acompanhado de 245 homens divididos em três grupamentos, com um total de 15 canoas, guiados por um indígena idoso.
O forte foi fundado em 13 de setembro de 1775, no estreito de São Francisco Xavier, na margem direita do rio Paraguai: o "Presídio de Coimbra". Recorde-se que um "presídio", à época, era um estabelecimento militar de colonização.

### O Forte Novo de Coimbra
A partir de 1791, dado o precário estado de conservação do Forte de Nossa Senhora do Carmo, foram iniciadas obras para reconstrução da estrutura, em alvenaria de pedra e cal. Em 1795 assumiu o comando do forte o Capitão Francisco Rodrigues do Prado..
O Governador e Capitão-general da Capitania de Mato Grosso, Caetano Pinto de Miranda Montenegro (17??-1804), tendo em vista as iniciativas espanholas do Fuerte Bourbon e do Fuerte de San Carlos del Apa na região fronteiriça, decidiu erigir uma fortificação mais sólida "na ponta do morro, onde fazem um grande ângulo obtuso dois compridos estirões do [rio] Paraguai, que ficarão flanqueados pelo novo forte, o que não faria a antiga estacada."

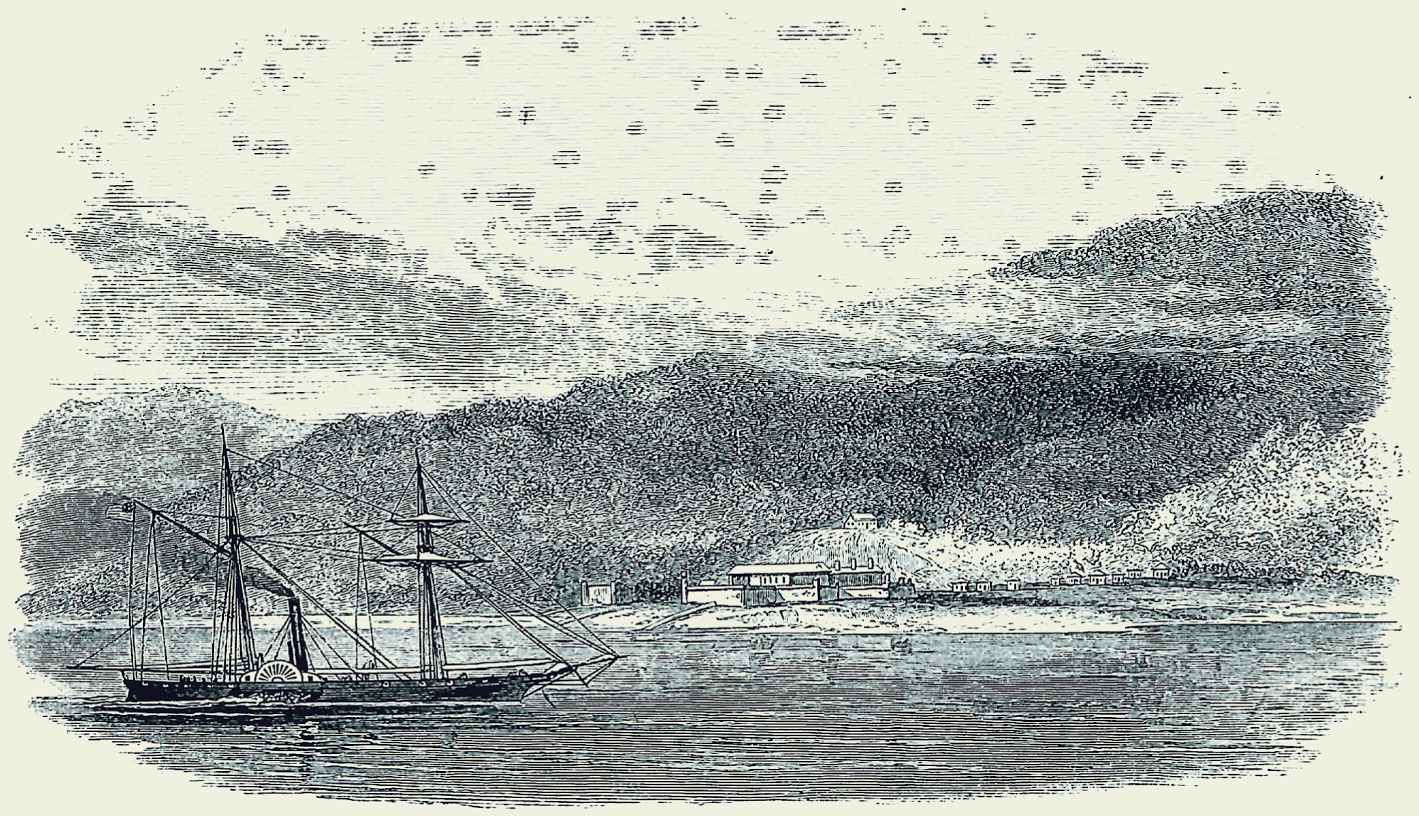
Forte Novo de Coimbra, desenho de 1859

A partir de 1796, as obras do Forte Novo de Coimbra ficaram a cargo do Tenente-coronel Ricardo Franco de Almeida Serra, engenheiro militar e geógrafo, que prosseguiu as obras de reconstrução (3 de novembro de 1797) na qualidade de comandante do forte. A planta de sua autoria (Planta do novo Forte de Coimbra, situado na margem ocidental do Paraguai, 1797. AHEx; BN, Rio de Janeiro) mostra a primitiva estacada ao lado da qual foi erguida uma fortificação orgânica, adaptada ao terreno, com o traçado de um polígono estrelado irregular. As muralhas, de cortinas asseteiradas, envolviam toda a fortificação, acompanhando o declive da encosta. Comportava duas baterias em plano horizontal, cruzando fogos sobre o rio, com oito canhoneiras pelo lado do rio e mais oito pelo lado de terra. A sudoeste, um fosso protegia a fortificação de um assalto pelo lado de terra. Completavam o conjunto edificações para a Capela, a Casa de Pólvora e Quartéis para a tropa.

### O cerco espanhol de 1801
Essa nova estrutura ainda se encontra em obras quando uma expedição de quatro escunas e duas canoas guarnecidas com 600 homens, sob o comando do Governador do Paraguai, D. Lázaro de Ribera, na Guerra de 1801, atacou o Forte Novo de Coimbra então guarnecido com apenas 42 homens, que resistem a um cerco de dez dias, de 16 a 25 de setembro de 1801.
Ricardo Franco de Almeida Serra faleceu no comando da praça em 1809, às 14 horas do dia 21 de janeiro.

### A segunda metade do século XIX: Guerra da Tríplice Aliança

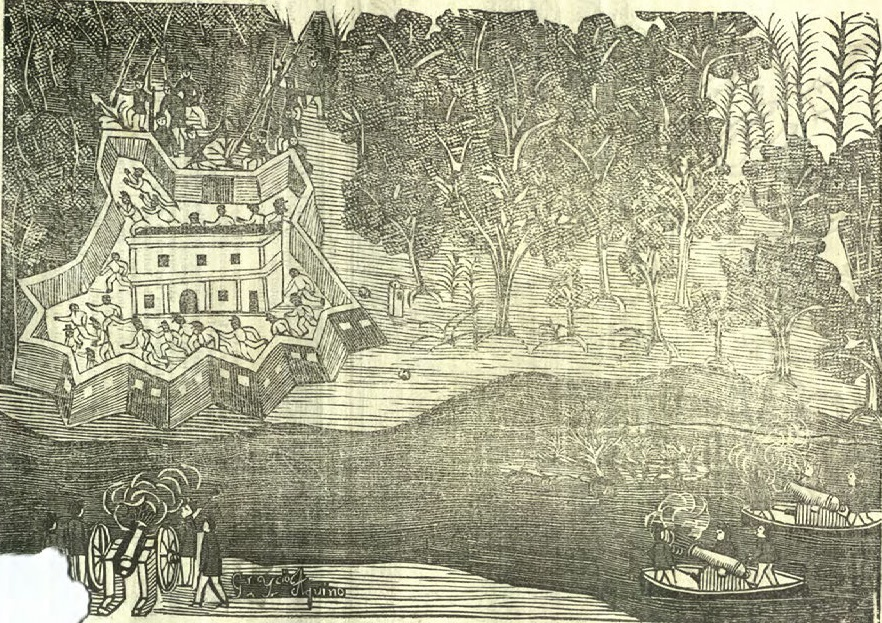
Gravura publicada no jornal paraguaio El Cabichuí, mostrando canhões disparando em direção ao forte e a retirada brasileira.

Em 1851 o armamento do forte foi aumentado com quatro peças de calibre 24 libras e algumas de calibres 9 e 6, que jaziam desde 1820 às margens do rio Guaporé, destinadas ao Real Forte Príncipe da Beira, de acordo com informação do Almirante Augusto Leverger, Barão de Melgaço.. Obras de reforma e de ampliação foram executadas entre 1855 e 1856.
Na iminência da Guerra da Tríplice Aliança (1864-1870), o seu estado era informado ao Presidente da Província:
"A 30 do mês findo cheguei aqui de volta do Forte de Coimbra, para onde fui conduzindo o batalhão de artilharia da Província. Provavelmente V. Exa. terá recebido uma participação circunstanciada do estado daquele Forte, assim como de outras diligências procedidas pelo Exmo. Sr. Comandante das Armas, que comigo aqui regressou no mesmo dia; todavia direi a V. Exa., que não é satisfatório o estado do dito Forte, contudo pode resistir aos navios do Paraguai e defender-se talvez dos seus ataques por terra. O Exmo. Sr. Comandante das Armas determinou alguns melhoramentos e serviços que entende serão de vantagem e pretende fortificar a antiga posição da Marinha em frente ao mesmo Forte (...)."
| “ | Somente pela sorte e honra das armas entregaremos o Forte | ” |

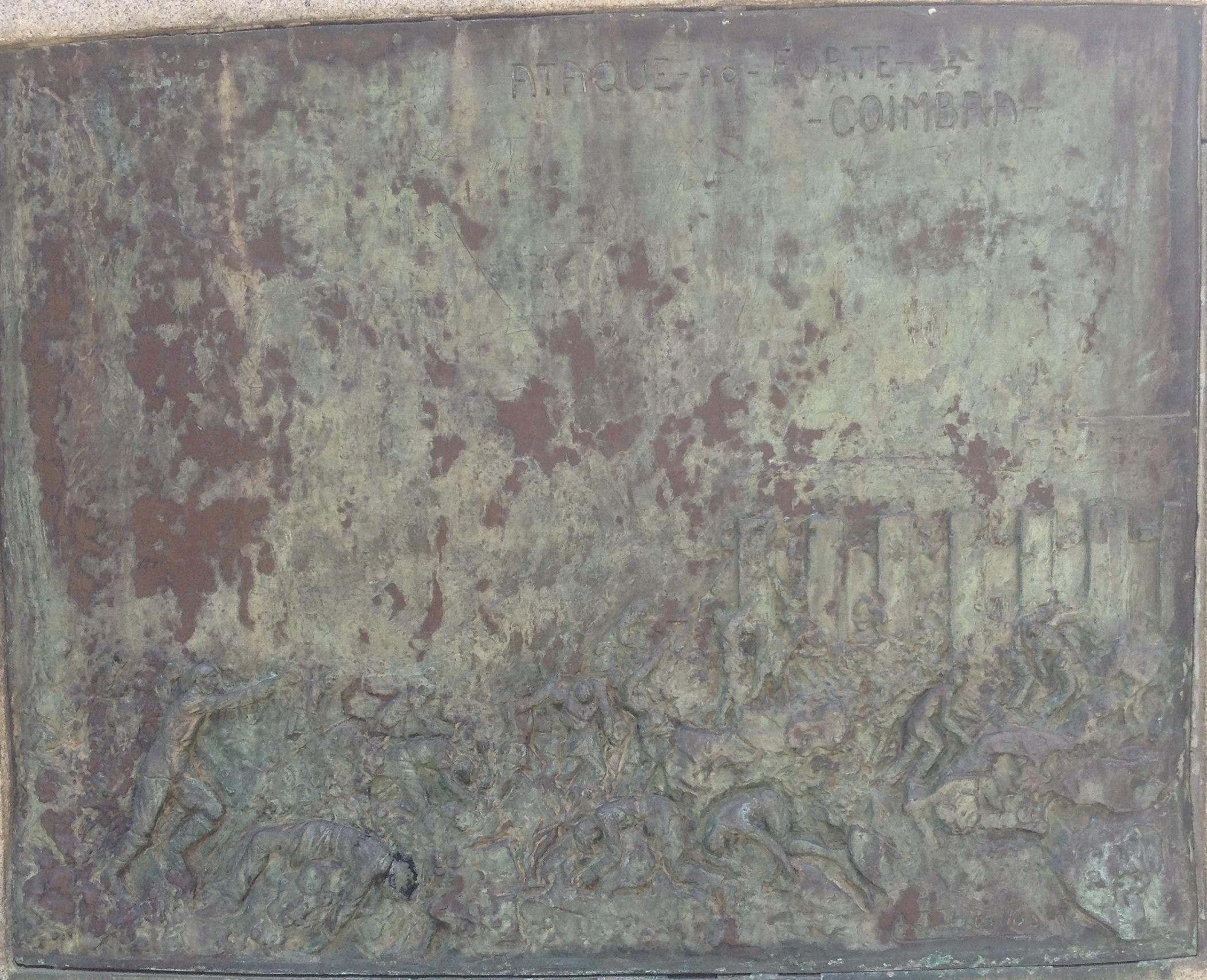
Ataque ao Forte Coimbra (Monumento aos Heróis de Laguna e Dourados, Urca, Rio de Janeiro - RJ)

A invasão se materializou quando cinco batalhões de infantaria e dois regimentos de cavalaria a pé, num total de 3.200 homens, armados com doze canhões raiados, uma bateria de trinta foguetes franceses de 24 mm, protegidos por dez embarcações de guerra (entre as quais o Marquês de Olinda, adaptado) sob o comando do coronel paraguaio Vicente Barrios, intimaram o forte a se render (27 de dezembro de 1864). Apesar do comando da praça ser do capitão Benito de Faria, nele se encontrava em visita de inspeção naquele mês, o tenente-coronel Hermenegildo de Albuquerque Porto Carrero, comandante do Corpo de Artilharia de Mato Grosso e do Distrito Militar do Baixo Paraguai, que assumiu, a título eventual, o comando do forte, frente à ameaça. A posição brasileira estava então artilhada com onze peças de bronze de alma lisa em bateria, e mais vinte sem reparos, guarnecido por 125 oficiais e soldados de artilharia a pé, reforçados por cerca de 30 guardas nacionais, alguns guardas de alfândega, meia dúzia de prisioneiros e duas dezenas de índios mansos. Durante dois dias, os combates foram intensos. As esposas e familiares dos oficiais e praças prepararam cartuchos de pólvora, ataduras, e atenderam como possível os feridos. Sem recursos para resistir e distante de reforços, o forte foi evacuado em ordem, na noite de 28 para 29, na canhoneira Anhambaí. O forte (e a bateria fronteira, no Morro da Marinha, cf. BARRETO, 1958:303) permaneceu ocupado pelas forças paraguaias até abril de 1868, quando o abandonaram conduzindo a sua artilharia e tudo o que nele existia.
Findo o conflito, iniciou-se a reconstrução do forte, cujos danos sofridos haviam sido consideráveis, quase perdendo as próprias muralhas sob o fogo da artilharia inimiga. Comandou as obras o Major Joaquim da Gama Lobo d'Eça, por determinação do Governo Imperial. Em 1872, o Major Francisco Nunes da Cunha, que o comandou, procedeu a obras de ampliação, melhorando a defesa pelo lado oeste.

### Do século XX aos nossos dias

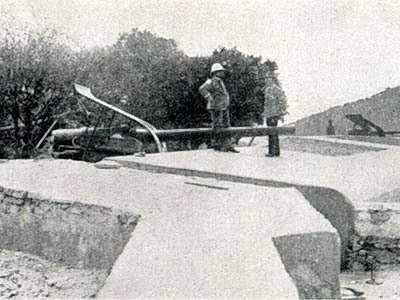
Bateria Ricardo Franco (1907): aspecto de um dos canhões Armstrong de 120mm.

Novos melhoramentos se sucederam, inclusive na artilharia, no biênio 1907-1908, quando foram montadas peças de Marinha na Bateria Ricardo Franco: dois canhões Armstrong de 120 mm, que haviam pertencido ao Cruzador Barroso.
BARRETO (1958) informa-nos que novos quartéis foram construídos em 1930. Pelo Decreto-Lei no. 4.027, de 16 de janeiro de 1942, a unidade que lá servia, o Sexto Grupo de Artilharia de Costa foi denominado Grupo Portocarrero, em homenagem aquele herói da Guerra da Tríplice Aliança. À época estava guarnecido com quatro canhões Armstrong de 152,4 mm, dois no Morro do Forte (margem direita do rio Paraguai) e dois no Morro da Marinha na margem oposta.
De propriedade da União, o conjunto foi tombado pelo Instituto do Patrimônio Histórico e Artístico Nacional a partir de 1974. Em 1983 concebeu-se a implantação do Projeto Parque Histórico-Turístico Forte de Coimbra.
As dependências do monumento sediam atualmente a 3ª Companhia de Fronteira - Forte Coimbra, subordinada à 18ª Brigada de Infantaria de Fronteira do Exército brasileiro. Esta unidade recebeu, em 2002, a denominação histórica de Companhia Portocarrero.

### Lendas e tradições do forte
Uma das lendas locais que cercam a fundação do forte afirma que São Tomé transitou por Fecho dos Morros em sua jornada em direção ao Peru, razão pela qual esse local era considerado sagrado e portanto não passível de ocupação militar. Uma outra lenda afirma que o Capitão Mathias teria a benção de Nossa Senhora do Carmo, comemorado em 16 de julho, sob cuja invocação o primitivo forte foi colocado. Essa data é uma das mais importantes de Forte Coimbra. Registra-se ainda uma antiga tradição, ligada a essa devoção à Senhora do Carmo, entre os oficiais do Exército brasileiro que serviam no forte: ao atingirem a patente de General, de onde quer que estivessem, de enviar-lhe uma das estrelas de ouro de suas ombreiras.
Também é importante para a região o nome do Coronel Ricardo Franco de Almeida Serra, abrigando o forte os seus restos mortais em um monumento.